# Ringmur
En ringmur er en forsvarsmur imellem befæstningstårne eller bastioner omkring en borg, fæstning eller by.
I oldtiden og middelalderen blev mange byer omgivet af en ringmur til forsvar, der var forsynet med brystværn og skydeskår. Ringmure fik senere lodrette skydeskår, machicoulis, gennem hvilke murfoden kunne beskydes, samt fremspringende, med skydeskår forsynede tårnbygninger, rundéler, der dannede faste, selvstændige punkter i forsvarslinjen. Ringmur var ofte omgivet af en foranliggende tør eller våd grav. Imellem to tårnbygninger og flankeret fra disse lå byport. Ringmur erstattedes senere af en til dels murklædt jordvold, og den genfindes i den permanente befæstning, som de store befæstede lejres indre forsvarslinje, enceinten.
På middelalderborge var området som var omkranset af en ringmur, med eller uden tårne, kendt som en bailey eller borggård.